# Maison Eyrolles
La maison Eyrolles est une maison située à Cachan, inscrite aux monuments historiques depuis 1997. L'édifice est situé au 28, avenue du Président-Wilson, dans le campus de l'École spéciale des travaux publics, du bâtiment et de l'industrie de Cachan, dans le département du Val-de-Marne.

## Historique
La maison Eyrolles a été construite par l'architecte Eugène Robinot entre 1905 et 1910 pour le compte de Léon Eyrolles, fondateur de l'École spéciale des travaux publics, du bâtiment et de l'industrie (ESTP) et maire de Cachan de 1929 à 1944. La maison était le logement du directeur de l'ESTP.
Plusieurs éléments de cette maison ont été inscrits au titre des monuments historiques en 1997.

## Architecture
La maison Eyrolles contient des boiseries décorées dans le style Art nouveau.